# 3506 French
A 3506 French (ideiglenes jelöléssel 1984 CO1) a Naprendszer kisbolygóövében található aszteroida. Edward L. G. Bowell fedezte fel 1984. február 6-án.